# Koya Kazama
Koya Kazama (風間 宏矢 Kazama Koya?), född 16 april 1993 i Hiroshima prefektur, är en japansk fotbollsspelare.
Kazama började sin karriär 2012 i Kawasaki Frontale. Efter Kawasaki Frontale spelade han för Oita Trinita, FC Gifu och FC Ryukyu.